# Троицкая церковь (Салобеляк)
Троицкая церковь — недействующий православный храм в селе Салобеляк Яранского района Кировской области.

## История
В 1770-х годах в селе существовала деревянная Троицкая церковь. Эта церковь 18 июня 1806 года сгорела. В том же 1806 году была дана храмозданная грамота на построение полукаменной церкви, которая построена и освящена в 1811 году во имя Святой Троицы. 4 августа 1823 года эта церковь подверглась пожару, но была возобновлена и существовала до построения каменного храма. В 1842 году построен каменный храм, который из-за своей малой вместительности в 1860-х годах был перестроен. Построение тёплой церкви окончено в 1866 году и тогда же она была освящена. В 1868 году заложен холодный храм, постройка которого окончена в 1875 году. В тёплой церкви устроено два престола: правый — в честь Николая Чудотворца, освящен 22 декабря 1866 года, и левый — в честь Трёх Святителей Василия Великого, Григория Богослова и Иоанна Златоуста, освящен 30 января 1869 года. В холодном летнем храме три престола: главный — во имя Святой Троицы, освящён 15 сентября 1883 года, правый — в честь Покрова Пресвятой Богородицы, освящен 22 сентября 1886 года, и левый — в честь Пророка Илии, освящен 28 июля 1887 года. Село перечислено из Казанской епархии в Вятскую в 1791 году. 
Церковь была закрыта не позже 1930-х годов, трапезная и колокольня разобраны. В 1993 году было начато восстановление, но затем, после урагана, повредившего кровлю в 2001 году, работы были прекращены и здание оказалось заброшенным. 

## Архитектура
Четырёхстолпный трехапсидный пятикупольный храм. В начале 1860-х годов построена трапезная и колокольня.